# Општина Перегу Маре (Арад)
Перегу Маре (рум. Peregu Mare) општина је у Румунији у округу Арад.
Oпштина се налази на надморској висини од 105 m.